# Péninsule Olympique
Pour les articles homonymes, voir Olympique.
La péninsule Olympique  ou péninsule Olympic, en anglais Olympic Peninsula, est une péninsule située dans la région Nord-Ouest Pacifique d'Amérique du Nord. Elle fait partie du nord-ouest des États-Unis, dans l'État de Washington. Elle abrite le parc national Olympique.

## Géographie

### Localisation

Image satellite de la péninsule Olympique.

La péninsule Olympique constitue l'extrémité Nord-Ouest des États-Unis contigus, donc hors Alaska et Hawaï, et de l'État de Washington. Elle est bordée par l'océan Pacifique à l'ouest, le détroit de Juan de Fuca au nord et le Puget Sound à l'est. La péninsule est reliée au continent américain par un isthme situé dans sa partie méridionale. Cet isthme où se trouve Olympia, la capitale de l'État de Washington, est délimité par l'extrémité Sud du Puget Sound à l'est et le Grays Harbor à l'ouest.

### Topographie

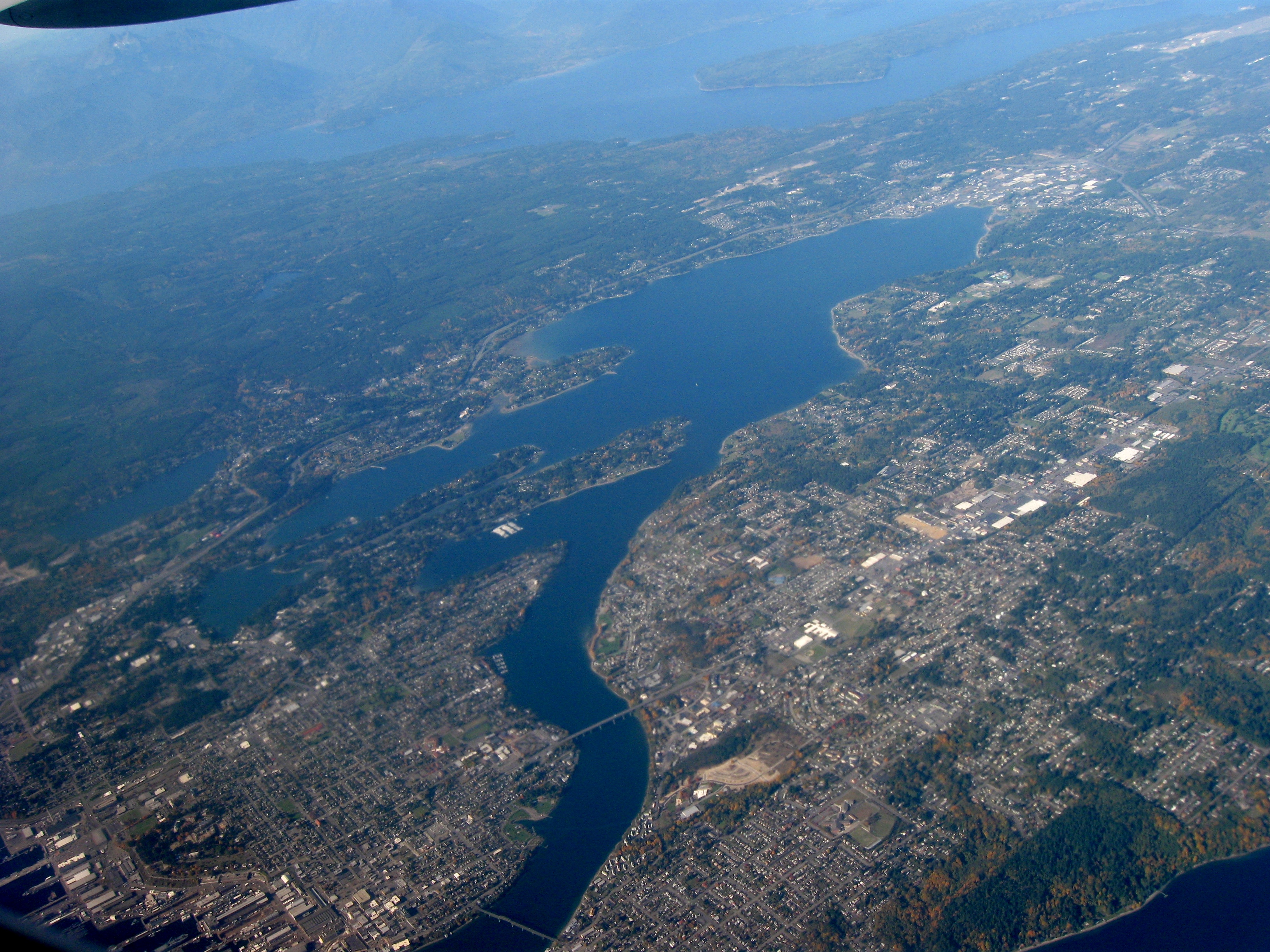
Vue aérienne d'une partie du littoral oriental de la péninsule Olympique au niveau de la ville de Bremerton.

Si les côtes occidentales et septentrionales de la péninsule Olympique sont relativement peu découpées, ce n'est pas le cas du littoral tourné vers le Puget Sound. La péninsule est ainsi découpée en de nombreuses baies, chenaux et anses. Ce littoral découpé fait face aux villes de Tacoma et de Seattle situées de l'autre côté du Puget Sound. Hormis l'isthme qui la relie au continent, le seul point de passage terrestre entre la péninsule et le reste des États-Unis est représenté par les ponts du détroit de Tacoma de 1950 et de 2007 qui enjambent le Puget Sound dans sa partie Sud à hauteur de Tacoma. Le cap Alava qui s'avance dans l'océan Pacifique constitue le point le plus occidental des États-Unis hors Alaska et Hawaï.
L'intérieur de la péninsule est constituée des montagnes Olympiques qui culminent à 2 427 mètres d'altitude au mont Olympe. Ces montagnes couvertes de forêts tempérées humides sont en majorité incluses dans le parc national Olympique qui couvre aussi le littoral pacifique. La péninsule comporte un important réseau hydrographique avec les rivières Bogachiel, Dosewallips, Dungeness, Elwha, Humptulips, Lyre, Queets, Quillayute, Quinault, Skokomish et Sol Duc ainsi que les lacs Aldwell, Crescent, Cushman, Mills, Ozette, Pleasant, Quinault et Sutherland.

### Climat

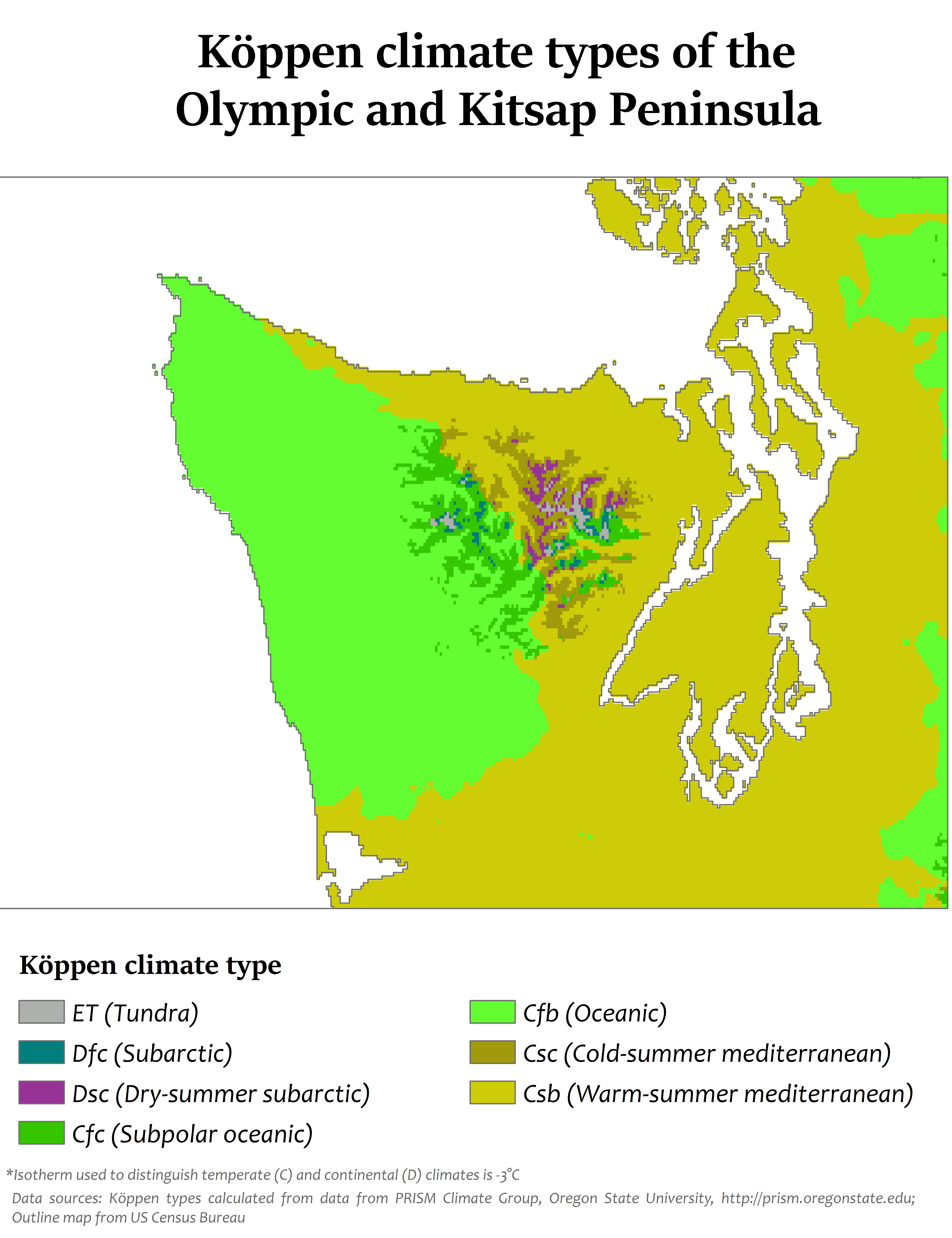
Classification climatique de Köppen de la péninsule Olympique.

### Faune et flore
La péninsule olympique abrite trois des forêts tempérées humides du monde avec celles de Hoh, Queets et Quinault.
Sa côte ouest abrite des bosquets d'arbres présentant des broussins imposants, ce que l'on peut par exemple observer le long du Spruce Burl Trail.

## Démographie
La majorité des villes et localités de la péninsule Olympique se trouvent sur les côtes et notamment celles du détroit de Juan de Fuca et du Puget Sound. La route 101 les relie en faisant le tour de la péninsule.

### Source
- (en) Cet article est partiellement ou en totalité issu de l’article de Wikipédia en anglais intitulé « Olympic Peninsula » (voir la liste des auteurs).